# Arkie Whiteley
Arkie Deya Whiteley (6 de noviembre de 1964 – 19 de diciembre de 2001) fue una actriz australiana de cine y televisión.

## Carrera
Sus trabajos en cine y televisión incluyen producciones como A Town Like Alice, Razorback, Mad Max 2, Gallowglass, Princess Caraboo y The Last Musketeer con Robson Green.  También apareció en las series de televisión Prisoner como Donna Mason y en algunos episodios iniciales de A Country Practice.
Después de la muerte de su padre, el renombrado artista Brett Whiteley en 1992, la actriz negoció con el gobierno de Nueva Gales del Sur la compra de su estudio para convertirlo en un museo administrado por la Galería de Arte de Nueva Gales del Sur.

## Vida personal
Whiteley se casó con su primer esposo, Christopher Kuhn, en 1995. La pareja se divorció en 1999. Se casó con Jim Elliott en diciembre de 2001. A los pocos días, la actriz falleció a causa de un carcinoma adrenocortical, a la edad de 37 años.

## Filmografía
| Cine | Cine                        | Cine              | Cine  |
| Año  | Título                      | Rol               | Notas |
| ---- | --------------------------- | ----------------- | ----- |
| 1981 | The Killing of Angel Street | Tina Benson       |       |
| 1981 | Mad Max 2                   | Mujer del capitán |       |
| 1984 | Razorback                   | Sarah Cameron     |       |
| 1989 | Scandal                     | Vicky             |       |
| 1994 | Princess Caraboo            | Betty             |       |